# Hrvatska nogometna reprezentacija do 18 godina
Hrvatska nogometna reprezentacija za igrače do 18 godina starosti (U-18) se natječe od 1993. godine. Pod organizacijom je Hrvatskog nogometnog saveza.
Trenutačni izbornik je Ivan Gudelj.
Reprezentacija je do svibnja 2013. odigrala ukupno 80 službenih utakmica, ostvarivši 35 pobjeda, 25 neriješenih rezultata i 20 poraza, uz gol-razliku 97:71.

## Uspjesi
- Europsko U-18 prvenstvo Cipar 1998. - brončana medalja
- Europsko U-18 prvenstvo Njemačka 1999. - skupina

## Rekordi
| - - Najviše nastupa: - Franko Andrijašević (12) - Armando Mance (9) - Luka Begonja (9) - Andrej Kramarić (9) - Frano Mlinar (9) - Igor Jugović (9) - Miran Kraljević (9) |  | - - Najbolji strijelci: - Marko Dugandžić (6) - Andrej Kramarić (3) - Matija Špičić (3) - Zoran Kulašević (3) - Enes Novinić (3) - Sandi Križman (3) - Stiven Rivić (3) |

## Vanjske poveznice
- Službene stranice HNS-a